# Bosse Skoglund

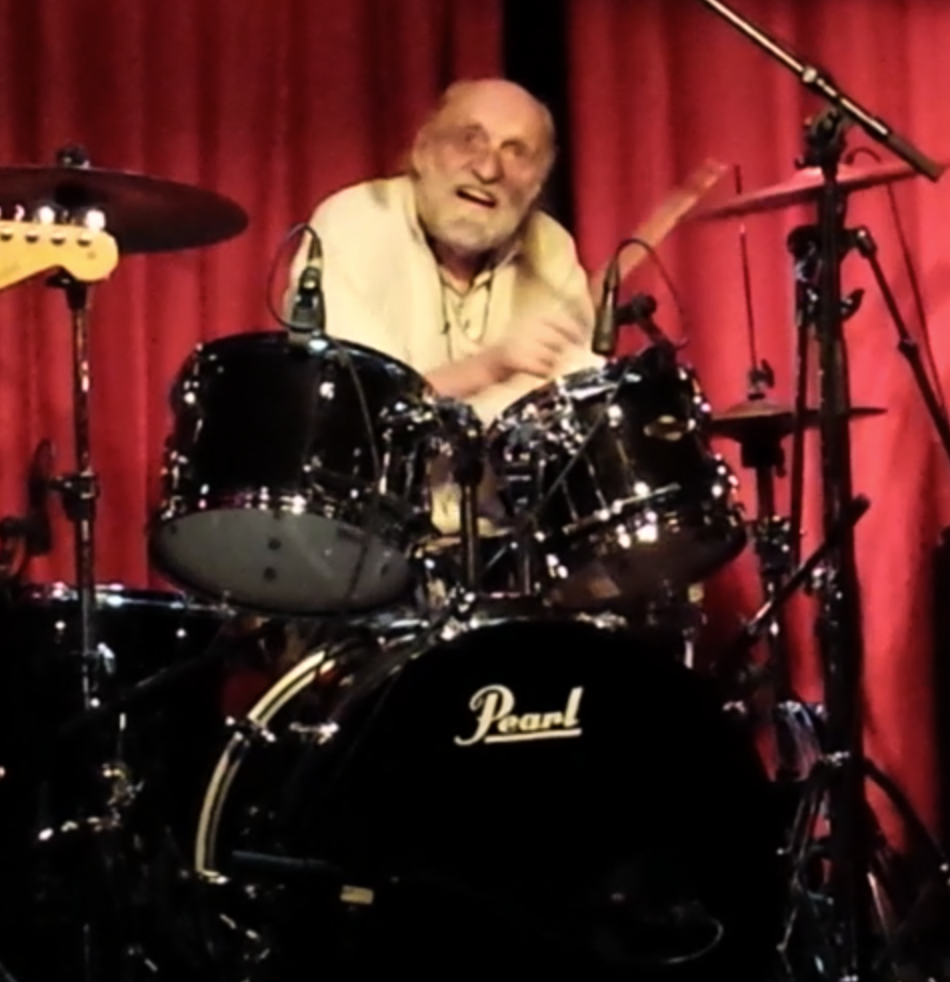
Bosse Skoglund (2013)

Bosse „Bo“ Skoglund (* 10. April 1936 in Stockholm; † 10. April 2021) war ein schwedischer Jazzmusiker (Schlagzeug, Vibraphon).

## Leben und Wirken
Skoglund hörte im Alter von fünf Jahren den Drum Boogie von Gene Krupa, der bei ihm den Wunsch weckte, zu trommeln. 1951 begann er als Musiker; 1958 entstanden erste Jazzaufnahmen mit Eje Thelin. Von 1960 bis 1963 leitete er ein Sextett in Skövde, das Tanzmusik spielte (Schlagzeuger war Sven-Åke Johansson). Daneben nahm er mit Don Cherry und Bengt Nordström auf. Als Jazzmusiker spielte er mit Bernt Rosengren, Börje Fredriksson, Staffan Abeleen und Lars Gullin und 1965 mit dem amerikanischen Saxophonisten Ben Webster im Jazzclub Gyllene Cirkeln.
Skoglund war zudem bis 1967 als Studiomusiker tätig (etwa bei Varm Korv Boogie, Tunna Skivor und Klas-Göran). Er arbeitete seit den 1970er Jahren mit Peps Persson und seiner Peps Blodsband zusammen. Skoglund war auch als Schlagzeuger für Roland Keijsers Gruppe Arbete och Fritid tätig, mit der ab 1970 mehrere Alben entstanden. Weiterhin gehörte er zu Bengt Bergers Bitter Funeral Beer Band (Auftritt auf dem Deutschen Jazzfestival 1982 mit Don Cherry). Ferner hat er für Bo Hansson (auf dem Album El-ahrairah), Fläsket Brinner und Babatunde Tony Ellis (auf dem Album No Place to Run) gespielt. Skoglund ist auch auf Alben von Monica Zetterlund, Mats Glenngård, Johnny Dyani und Christer Bothén zu hören. Im Bereich des Jazz war er laut Tom Lord zwischen 1958 und 1998 an 60 Aufnahmesessions beteiligt, zuletzt mit Bengt Berger Old School.
Weiterhin begleitete er Dexter Gordon, Lucky Thompson, Kenny Dorham, Oscar Brown Jr., Shirley Bassey, Louisiana Red und Carey Bell. Im Alter von 70 Jahren veröffentlichte Skoglund sein Soloalbum Groovesopor.